# Ginnastica ai Giochi della XXVIII Olimpiade - Parallele

## Finale
| Posiz | Ginnasta                     | Valore Partenza | Canada (bandiera) | Brasile (bandiera) | Georgia (bandiera) | Cuba (bandiera) | Bulgaria (bandiera) | Romania (bandiera) | Penalità | Totale |
| ----- | ---------------------------- | --------------- | ----------------- | ------------------ | ------------------ | --------------- | ------------------- | ------------------ | -------- | ------ |
|       | Valeri Goncharov Ucraina     | 10.00           | 9.80              | 9.75               | 9.80               | 9.70            | 9.80                | 9.85               | —        | 9.787  |
|       | Hiroyuki Tomita Giappone     | 10.00           | 9.80              | 9.75               | 9.75               | 9.80            | 9.75                | 9.80               | —        | 9.775  |
|       | Li Xiaopeng Cina             | 10.00           | 9.80              | 9.80               | 9.70               | 9.80            | 9.75                | 9.65               | —        | 9.762  |
| 4     | Ivan Ivankov Bielorussia     | 10.00           | 9.75              | 9.85               | 9.80               | 9.75            | 9.75                | 9.75               | —        | 9.762  |
| 5     | Daisuke Nakano Giappone      | 10.00           | 9.80              | 9.75               | 9.75               | 9.80            | 9.75                | 9.75               | —        | 9.762  |
| 6     | Yann Cucherat Francia        | 10.00           | 9.75              | 9.80               | 9.80               | 9.75            | 9.75                | 9.75               | —        | 9.762  |
| 7     | Paul Hamm Stati Uniti        | 10.00           | 9.85              | 9.80               | 9.70               | 9.70            | 9.70                | 9.75               | —        | 9.737  |
| 8     | Yernar Yerimbetov Kazakistan | 10.00           | 9.55              | 9.70               | 9.80               | 9.70            | 9.80                | 9.75               | —        | 9.737  |